# Mariusz Sambor
Mariusz Sambor (ur. 21 października 1965) – polski pisarz i poeta.

## Życiorys
Autor książek – surrealistycznej powieści poetyckiej „Cztery Filary” (SPP o/Łódź 2021), powieści „I wszyscy go opuścili...” (Anagram 2021), której akcja  dzieje się w 1938 roku w III Rzeszy – w Berlinie i w Prusach Wschodnich oraz zbioru krótkich form prozatorsko-poetyckich „Nieoczekiwane przestoje w chmurach” (SPP o/Kraków 2022). W listopadzie 2023 roku ukazał się jego epistemologiczny komediodramat "Pani Kołodziej" (SPP o/Kraków 2023). W marcu 2025 r. ukazała się jego książka poetycka "Rzeka / Taniec" (SPP o/Kraków 2025) 
Jego wiersze i prozy poetyckie publikowane były w antologiach: „Strefa wolna. Wiersze przeciwko nienawiści i homofobii” (Outside the Box 2019), „Wiersze i opowiadania doraźne 2020” (Biuro Literackie 2020), „Wiosnę odwołano. Antologia dzienników pandemicznych” (OW Volumen 2020) oraz „Kosmonauci Nośnych Haseł" (IL/SPP o/Łódź 2022). 
Publikował opowiadania, wiersze i prozy poetyckie w czasopismach: N.p.m., „Kontent”, „Stoner Polski”, „Tlen Literacki”, „Rzyrador”, „Drobiazgi”, „8 Arkusz Odry”, „Strona Czynna”, „Obszary Przepisane”, 
Laureat konkursów literackich „Dzienniki Pandemiczne” 2020 (wyróżnienie), „Pokolenie Solidarności” 2021 (wyróżnienie), „Nowy Dokument Tekstowy 2022" (wyróżnienie).
Należy do Stowarzyszenia Pisarzy Polskich.
Mieszka w Krakowie.

## Twórczość

### Książki
- "Cztery Filary" (2021) ISBN 978-83-66318-36-6 – wydawnictwo Stowarzyszenie Pisarzy Polskich oddział Łódź 2021
- "I wszyscy go opuścili... " (2021) ISBN 978-83-65554-93-2 – wydawnictwo ANAGRAM 2021.
- "Nieoczekiwane przestoje w chmurach" (2022) ISBN 978-83-96547-36-1 wydawnictwo Stowarzyszenie Pisarzy Polskich o/Kraków 2022.
- "Pani Kołodziej" (2023) ISBN 978-83-967934-8-5 wydawnictwo Stowarzyszenie Pisarzy Polskich o/Kraków 2023.
- "Rzeka / taniec" (2025) ISBN 978-83-974362-1-3 wydawnictwo Stowarzyszenie Pisarzy Polskich o/Kraków 2025.

### Antologie
poezja
- „Strefa wolna. Wiersze przeciwko nienawiści i homofobii” (Outside the Box 2019)
- „Wiersze i opowiadania doraźne 2020”[12] (Biuro Literackie 2020)
- „Kosmonauci Nośnych Haseł" (IL / SPP o/Łódź 2022)

proza poetycka
- „Wiosnę odwołano. Antologia dzienników pandemicznych”[13] (OW Volumen 2020)